# Santajoki
Santajoki är ett vattendrag i Finland och Ryssland som rinner ut i den ryska delen av Finska viken.